# Mirsad Terzić
Mirsad Terzić, né le 12 juillet 1983 à Priboj (Yougoslavie, aujourd'hui Serbie), est un handballeur bosnien qui évolue au poste d'arrière gauche. Il a notamment joué pendant onze saisons au Veszprém KSE.
Il est le meilleur buteur de l'histoire et le joueurs le plus sélectionné de l'équipe nationale de Bosnie-Herzégovine.

## Carrière

### En club
Compétitions internationales
- Finaliste de la Ligue des champions en 2015, 2016, 2019
- vainqueur de la Ligue SEHA (2) : 2015, 2016

Compétitions nationales
- vainqueur du Championnat de Bosnie-Herzégovine (2): 2004, 2005 (avec HRK Izviđač Ljubuški)
- vainqueur du Championnat de Croatie (2) : 2006, 2007
- vainqueur de la Coupe de Croatie (2) : 2006, 2007
- vainqueur du Championnat de Slovénie (1) : 2009
- vainqueur du Championnat de Hongrie (9) : 2010, 2011, 2012, 2013, 2014, 2015, 2016, 2017, 2019
- vainqueur de la Coupe de Hongrie (9) : 2010, 2011, 2012, 2013, 2014, 2015, 2016, 2017, 2018

## Liens externes

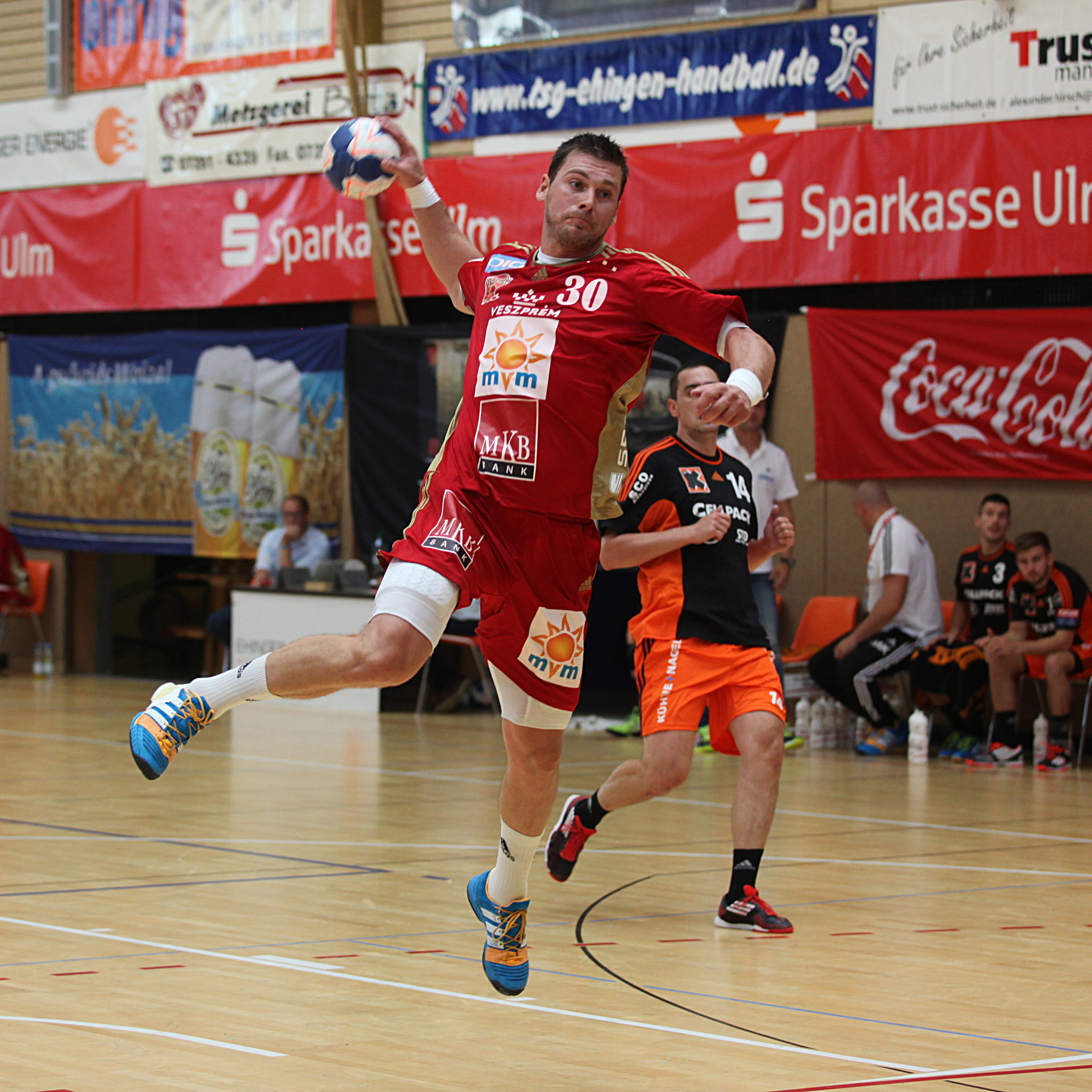
Mirsad Terzić au tir à 6 m sous le maillot du Veszprém KSE, le 16 août 2014.